# Ivan Anušić
Ivan Anušić (Osijek, 13. listopada 1973.) hrvatski je političar, viši sportski trener sportske rekreacije. Potpredsjednik je i ministar obrane u petnaestoj i šesnaestoj Vladi Republike Hrvatske.
Član je predsjedništva i potpredsjednik Hrvatske demokratske zajednice i predsjednik Županijskog odbora HDZ-a Osječko-baranjske županije. Bio je saborski zastupnik, predsjednik Saborskog odbora za ratne veterane, načelnik Općine Antunovac i župan Osječko-baranjske županije.

## Životopis
Rođen je 13. listopada 1973. godine u Osijeku. Višu stručnu spremu stekao je na Sveučilištu u Zagrebu na Kineziološkom fakultetu (ranije DIF) sa zvanjem viši sportski trener sportske rekreacije. 

## Vojno djelovanje
Od lipnja 1991. bio je dragovoljac u Domovinskom ratu, pripadnik Zbora narodne garde, 106. i 130. brigade, pripadnik specijalne policije MUP-a, Vojne policije i 3. Gardijske brigade. Nositelj je vojnih odlikovanja Republike Hrvatske, Spomenice Domovinskog rata i odlikovanja za sudjelovanje u Vojno-redarstvenoj akciji Bljesak.

## Politika
Od svibnja 2005. godine do 2017. bio je načelnik Općine Antunovac, jedne od najuspješnijih općina u Hrvatskoj, koja je ostvarila značajne rezultate pokretanjem projekata, prostornim planiranjem i otvaranjem mogućnosti za isplative i izravne investicije te koja bilježi pozitivan demografski trend u okviru priljeva stanovnika i to uglavnom mladih obitelji. Tijekom njegova mandata u Općini Antunovac odrađeni su kapitalni infrastrukturni projekti i povećana su ulaganja u razvoj naselja i civilno društvo. Prvi mandat načelnika  Općine osvojio je kao član HSP-a, četiri godine kasnije bio je nezavisni kandidat, a zatim je u vrijeme pritvaranja Ive Sanadera postao član HDZ-a.
Za predsjednika Županijskog odbora HDZ-a Osječko-baranjske županije izabran je u ožujku 2014., a dvije godine poslije ponovno je izabran za tu dužnost na redovitoj izbornoj skupštini ŽO HDZ-a Osječko-baranjske županije.
Prvi put je za saborskog zastupnika izabran u 8. sazivu Hrvatskog sabora te je ujedno obnašao dužnost potpredsjednika Nacionalnog vijeća za praćenje provedbe Strategije suzbijanja korupcije, a bio je član Odbora za poljoprivredu i član Odbora za regionalni razvoj i fondove Europske unije. Bio je i saborski zastupnik i u 9. sazivu Hrvatskog sabora te predsjednik Odbora za ratne veterane i član Odbora za obranu. Izabran je i u 10. sazivu Hrvatskog sabora, ali je zamrznuo mandat.
Na lokalnim izborima 2017. godine Anušić je u drugom krugu dobio veći postotak glasova od svog protukandidata Vladimira Šišljagića te postao županom Osječko-baranjske županije. Ponovno je izabran za župana na izborima u svibnju 2021. godine, dobio je već u prvom krugu 61,83 % glasova, 10 % više nego što je na prošlim izborima osvojio u drugome krugu.
Hrvatski sabor je 16. studenog 2023. godine potvrdio ga je za novog potpredsjednika Vlade RH i ministra obrane.

## Privatni život
S obitelji živi u Antunovcu, otac je četvero djece.